# ジョン・コーンウォリス
ジョン・コーンウォリス（英語: John Cornwallis、1706年12月23日 – 1768年6月9日）は、グレートブリテン王国の庶民院議員。

## 生涯
第4代コーンウォリス男爵チャールズ・コーンウォリスとシャーロット・バトラー（Charlotte Butler、1679年頃 – 1725年8月8日、初代アラン伯爵リチャード・バトラーの娘）の四男として、1706年12月23日に生まれた。1718年、イートン・カレッジで教育を受けた。
1727年イギリス総選挙でアイ選挙区から出馬して当選した。最初は政権を支持して、1734年には七年議会法の廃止に反対した。1731年頃より王太子フレデリック・ルイスのエクアリーを務めたが、1737年に王太子が野党に回ると、エクアリーの賃金より国王ジョージ2世からの年金のほうが多いという理由でエクアリーを辞した。しかし、ロバート・ウォルポール政権末期には野党のウィリアム・パルトニーによる、ジェンキンスの耳の戦争に関する秘密調査委員会の設立動議に賛成票を投じたことで長兄チャールズの怒りを買い、1747年イギリス総選挙で落選した。
以降は二度と立候補せず、1768年6月9日に死去した。

## 家族
サラ・デイル（Sarah Dale、1768年没、ヒュー・デイルの娘）と結婚して、1男3女をもうけた。